# Gerhard Larsson (1887–1974)
Gerhard Maurits Verner Larsson, född 9 juli 1887 i Kungsör, död 1 april 1974 i Eskilstuna Klosters församling, var en svensk målare.
Han var son till målarmästaren Johan Larsson och Hulda Sundström och från 1920 gift med sångaren Ebba Kristina Efverlund.  Larsson studerade som frielev vid Althins målarskola i Stockholm 1910–1911 och för Johan Rodhe och Julius Paulsen i Köpenhamn 1917–1918 samt under studieresor till Belgien, Nederländerna, Frankrike och Tyskland. Separat ställde han ut ett tiotal gånger i Eskilstuna och han medverkade i utställningar med Sveriges allmänna konstförening och Eskilstuna konstförening. Hans konst består av stilleben, genrebilder, stadsmotiv, kust och hamnbilder samt landskap. Larsson är representerad vid Eskilstuna konstmuseum, Norrlands nation i Uppsala, Göteborgs rådhus och Frimurarlogen i Göteborg. Makarna Larsson är begravda på Klosterkyrkogården i Eskilstuna.  